# Platypezoidea
Super-famille
Les Platypezoidea sont une super-famille d'insectes diptères brachycères muscomorphes.

## Liste des familles
Selon BioLib (30 mai 2019) :
- famille des Ironomyiidae McAlpine & Martin, 1966
- famille des Lonchopteridae Curtis, 1839
- famille des Opetiidae Rondani, 1856
- famille des Phoridae Curtis, 1833
- famille des Platypezidae Walker, 1834